# Jean-Philippe Fyot de La Marche
Jean-Philippe Fyot, né à Dijon en 1723 et mort dans cette même ville en 1772, marquis de La Marche, comte de Bosjean, baron de Montpont, seigneur de Montjay (ou Mongey) est un magistrat français, qui fut premier président du Parlement de Bourgogne.

## Biographie
Jean-Philippe Fyot de La Marche naît le lundi 2 août 1723 à Dijon. Il est le fils de Claude-Philippe Fyot de La Marche, premier président au Parlement de Bourgogne, et de Jeanne-Marguerite Baillet, fille d'un président à mortier de ce même parlement, Lazare Baillet.
Reçu conseiller au Parlement de Bourgogne à l'âge de 20 ans, le 30 avril 1743, il est pourvu, avec dispense d'âge, de la charge de président à mortier, laissée vacante par son père, dans laquelle il est reçu le 15 juin 1745 à 22 ans. Le 31 juillet 1756 il est pourvu de la charge de premier président, en survivance de son père. Reçu le 19 janvier 1757, il entre en exercice le 19 juillet 1758 à la suite de la démission volontaire de son père.
Il épouse en premières noces Marie-Anne Berbis de Cromey (†1764) en janvier 1749 et en secondes noces Jeanne Perreney de Grosbois, le 1er septembre 1767. Deux unions qui restent sans postérité.
Rongé par des problèmes d'argent et par la honte et le chagrin que lui causèrent le Parlement Maupeou en 1771, il tombe malade et se retire à Grosbois chez son beau-père. Parce qu'il s'était rallié au chancelier, il avait provoqué l'ire de l'opposition parlementaire, emmenée par Charles de Brosses et Bénigne de Saint-Seine, et dut subir, avec d'autres rémanents, la cabale et les épigrammes méprisants de Charles de Brosses. Ayant trahit sa caste, il fut obligé de donner sa démission de premier président en avril 1772. Il est mort à Dijon, le samedi 10 octobre 1772 et est inhumé dans l'église Saint-Michel, au tombeau des Fyot.

## Le château de Montmusard
Jean-Philippe Fyot de La Marche, alors comte de Bosjean - le plus jeune des premiers présidents de France - quand il entra en possession du domaine de son père après 1757, reçu le mandat de réaliser le vœux de ses ancêtres, en élevant le nouveau château de Montmusard aux portes de Dijon. Montmusard était réputé comme l'un des plus beaux jardins de France et le nouveau président Fyot, esprit fin et cultivé, fit le choix d'un édifice qui affirme le nouveau rang de sa famille dans la province de Bourgogne, et qui soit le reflet de ses aspirations artistiques et culturelles.
Les plans furent donnés par Charles De Wailly, qui très fut probablement recommandé et présenté à Fyot de La Marche, par son beau-frère le marquis d'Argenson, dont le cousin germain le marquis de Voyer fut le premier client et protecteur de l'architecte dès son retour de Rome. La première pierre fut posée par Jean-Philippe Fyot en juillet 1765, comme l'atteste la plaque de cuivre gravée d'une dédicace, qui fut retrouvée dans les fondations du château au XIXe siècle.
Ces travaux achevés en 1769 donnèrent lieu à des réceptions, mais le marquis de La Marche lourdement endetté et en mauvaise santé mourut en 1772. Sans enfants, il légua par testament ce domaine à sa sœur cadette la marquise de Courteilles, qui s'empressa de le vendre en décembre 1772. Acheté par Jacques Demay, un riche maître de forges, ses héritiers démembrèrent une partie du château à l'époque de la Révolution.

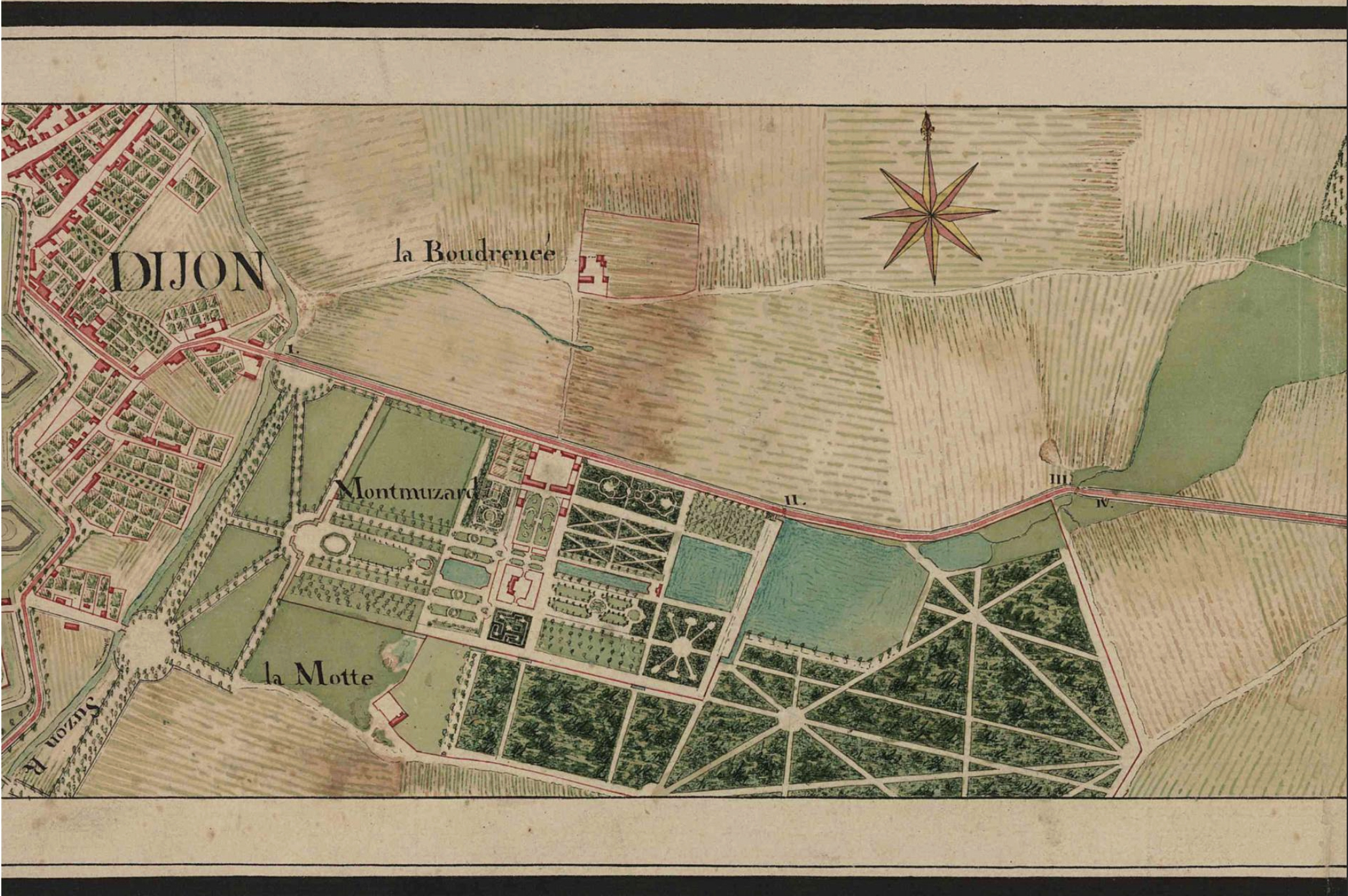
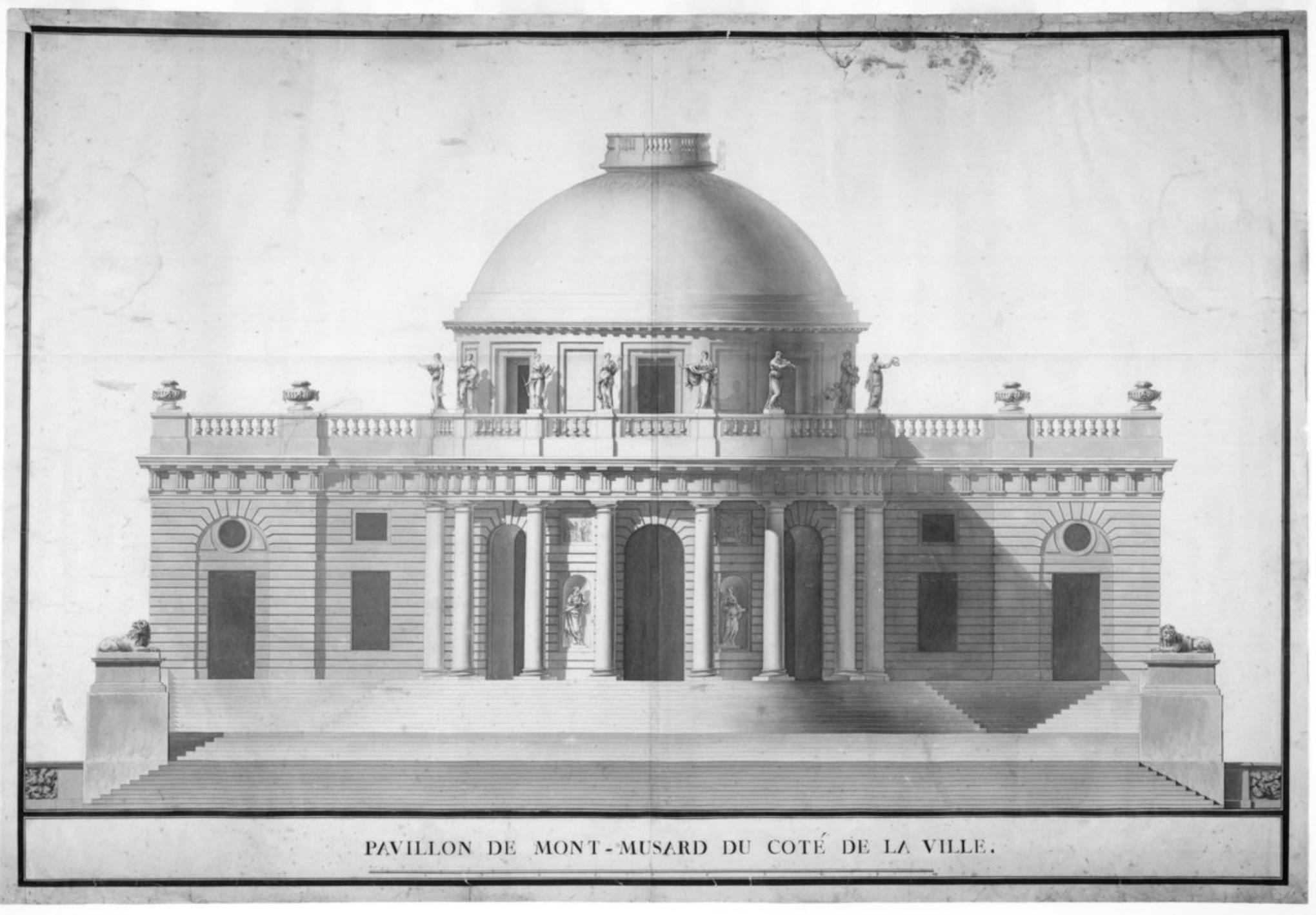
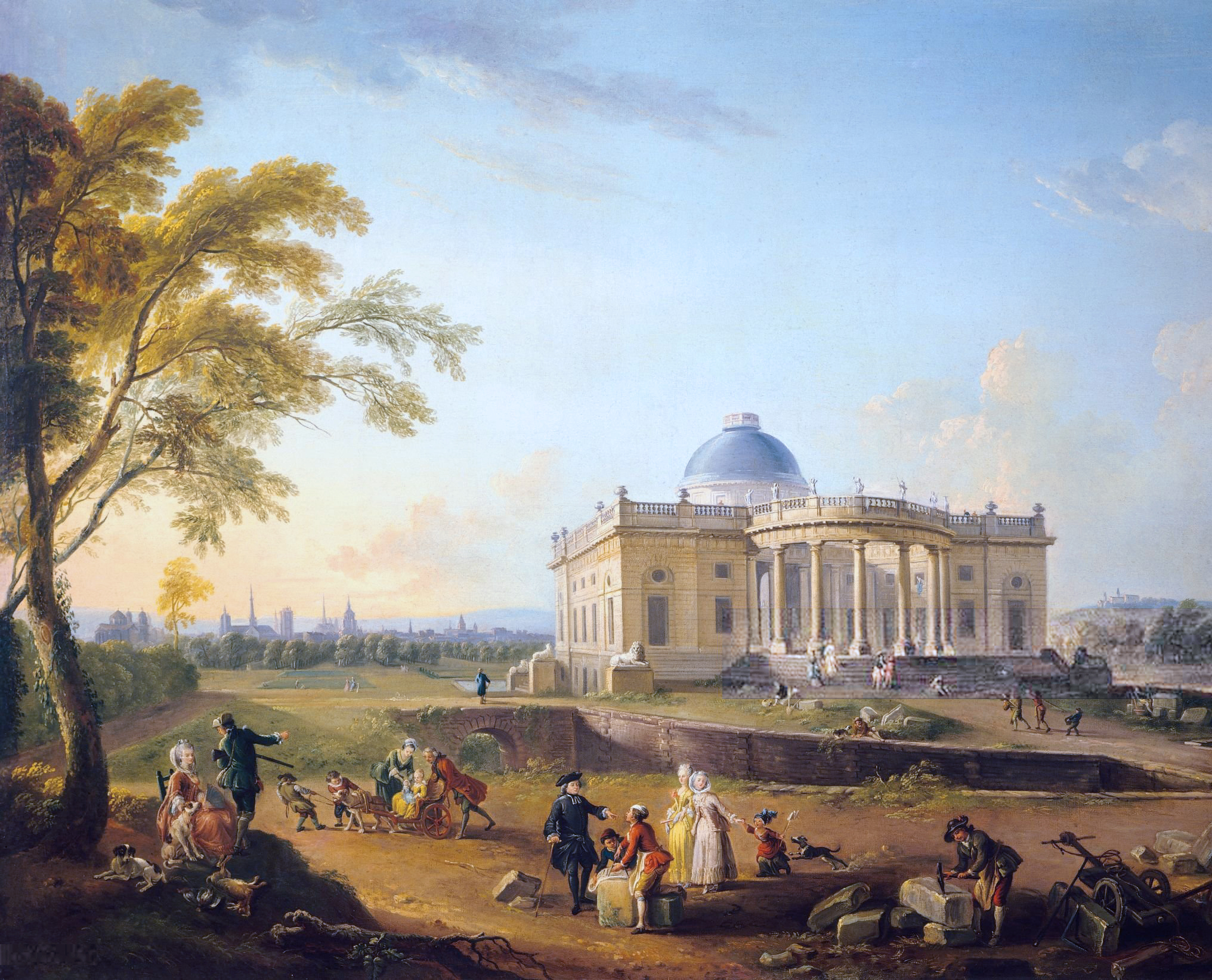

## Armoiries
Ses armes sont : Écartelé aux 1 et 3 d'azur au chevron d'or accompagné de trois losanges du même, (qui sont Fyot) et aux 2 et 4 de sable, à trois bandes d'or (qui sont La Marche).

## Publication
- Mémoires de Monsieur de Berval[6].